# Liste der Justizvollzugsanstalten in Schleswig-Holstein
Die Liste der Justizvollzugsanstalten in Schleswig-Holstein führt alle schleswig-holsteinischen Justizvollzugsanstalten auf.

## Justizvollzugsanstalten
| Justizvollzugsanstalt            | Ort        | Inbetriebnahme | Belegungsfähigkeit | Bild |
| -------------------------------- | ---------- | -------------- | ------------------ | ---- |
| Justizvollzugsanstalt Itzehoe    | Itzehoe    | 1876           | 32                 |      |
| Justizvollzugsanstalt Flensburg  | Flensburg  | 1882           | 69                 |      |
| Justizvollzugsanstalt Kiel       | Kiel       | 1918           | 276                |      |
| Justizvollzugsanstalt Lübeck     | Lübeck     | 1909           | 507                |      |
| Jugendarrestanstalt Moltsfelde   | Neumünster | 2002           | 57                 |      |
| Justizvollzugsanstalt Neumünster | Neumünster | 1905           | 596                |      |
| Jugendanstalt Schleswig          | Schleswig  | 2000           | 112                |      |

Weiterhin befindet sich im schleswig-holsteinischen Norderstedt die Justizvollzugsanstalt Glasmoor der Freien und Hansestadt Hamburg.